# Charles Bernstein
Pour les articles homonymes, voir Charles Bernstein (auteur) et Bernstein.
Charles Bernstein est un compositeur américain de musiques de films, né le 28 février 1943 à Minneapolis, dans le Minnesota (États-Unis). Il a créé plus d'une centaine de thèmes musicaux de films, téléfilms et séries télévisées.

## Filmographie

### Cinéma

#### Années 1960
- 1969 : Surabaya Conspiracy
- 1969 : Czechoslovakia 1968

#### Années 1970
- 1970 : The Man from O.R.G.Y.
- 1972 : Les Monstres sanglants
- 1973 : Sweet Kill
- 1973 : Invasion of the Bee Girls
- 1973 : Les Bootleggers (White Lightning) de Joseph Sargent
- 1973 : Hex de Leo Garen
- 1973 : Opération Hong Kong (en) (That Man Bolt)
- 1974 : Mr. Majestyk de Richard Fleischer
- 1976 : Trackdown
- 1976 : Gator
- 1976 : La Vengeance aux tripes (A Small Town in Texas) de Jack Starrett
- 1977 : Le Casse-cou (Viva Knievel!)
- 1977 : Un couple en fuite (Outlaw Blues) de Richard T. Heffron
- 1979 : Love at First Bite

#### Années 1980
- 1980 : Le Chasseur (The Hunter) de Buzz Kulik
- 1980 : Coast to Coast
- 1980 : Mister Gaffes (Foolin' Around) de Richard T. Heffron
- 1981 : L'Emprise (The Entity) de Sidney J. Furie
- 1983 : Independence Day
- 1983 : Cujo de Lewis Teague
- 1984 : Les Griffes de la nuit (A Nightmare On Elm Street) de Wes Craven
- 1986 : Week-end de terreur (April Fool's Day) de Fred Walton
- 1986 : L'Amie mortelle (Deadly Friend) de Wes Craven
- 1987 : The Allnighter
- 1987 : Dudes

#### Années 1990
- 1991 : A Life to Remember: Rose Kennedy
- 1993 : Excessive Force
- 1994 : Maya Lin: a Strong Clear Vision
- 1995 : Rumpelstiltskin
- 1997 : Danger de mort (When Danger Follows You Home)
- 1998 : Return with Honor

#### Années 2000
- 2005 : After Innocence
- 2007 : Refusenik
- 2007 : Fighting Words
- 2007 : Cante Jondo
- 2008 : Shattered!
- 2009 : Inglourious Basterds de Quentin Tarantino

### Télévision

#### Années 1970
- 1975 : A Shadow in the Streets (TV)
- 1976 : Qu'est-il arrivé au bébé de Rosemary ? (Look What's Happened to Rosemary's Baby) (TV)
- 1976 : Cauchemar au pénitencier (en) (Nightmare in Badham County) (TV)
- 1977 : Fast Lane Blues (TV)
- 1977 : Escape from Bogen County (TV)
- 1977 : Five Finger Discount (TV)
- 1978 : Wild and Wooly (TV)
- 1978 : Thaddeus Rose and Eddie (TV)
- 1978 : Cops and Robin (TV)
- 1978 : Are You in the House Alone? (TV)
- 1978 : Who's Watching the Kids (série TV)
- 1978 : Katie: Portrait of a Centerfold (TV)
- 1978 : The Winds of Kitty Hawk (TV)
- 1979 : Les Cadettes de West Point (Women at West Point) (TV)
- 1979 : The House on Garibaldi Street (TV)

#### Années 1980
- 1980 : Scrupules (feuilleton TV)
- 1980 : Bogie (TV)
- 1981 : Scruples (TV)
- 1983 : Sadat (TV)
- 1985 : Les Filles du KGB (Secret Weapons) (TV)
- 1985 : Malice in Wonderland (TV)
- 1985 : Generation (TV)
- 1985 : Covenant (TV)
- 1985 : Les Feux de l'été (The Long Hot Summer) (TV)
- 1985 : Chase (TV)
- 1986 : Rockabye (TV)
- 1987 : Little Miss Perfect (TV) (épisode de CBS Schoolbreak Special)
- 1987 : The Last Fling (TV)
- 1987 : Ghost of a Chance (TV)
- 1987 : L'Homme qui brisa ses chaînes (The Man Who Broke 1,000 Chains) (TV)
- 1988 : A Whisper Kills (TV)
- 1989 : Desperate for Love (TV)
- 1989 : Love and Betrayal (TV)

#### Années 1990
- 1990 : Drug Wars: The Camarena Story (feuilleton TV)
- 1990 : Trop jeune pour mourir (Too Young to Die?) (TV)
- 1990 : Fall from Grace (TV)
- 1990 : L'Héritière suspecte (Caroline?) (TV)
- 1990 : Chasseurs d'ivoire (Ivory Hunters) (TV)
- 1990 : Elle a dit non (She Said No) (TV)
- 1990 : The Love She Sought (TV)
- 1991 : Love, Lies and Murder (en) (TV)
- 1991 : Dette de sang (Payoff) (TV)
- 1991 : Présumé Coupable (Guilty Until Proven Innocent) (TV)
- 1991 : Yes Virginia, There Is a Santa Claus (TV)
- 1992 : Le Cartel Medellin: guerre à la drogue (Drug Wars: The Cocaine Cartel) (TV)
- 1992 : Trial: The Price of Passion (TV)
- 1992 : Striptease infernal (Somebody's Daughter) (TV)
- 1993 : Between Love and Hate (TV)
- 1993 : Le Loup des mers (The Sea Wolf) (TV)
- 1993 : Final Appeal (TV)
- 1994 : Une femme en péril (My Name Is Kate) (TV)
- 1995 : Out of Annie's Past (TV)
- 1996 : Sophie & the Moonhanger (TV)
- 1996 : Randonnée à haut risque (Dead Ahead) (TV)
- 1996 : Bloodhounds II (TV)
- 1997 : Les Patients de Mademoiselle Evers (Miss Evers' Boys) (TV)
- 1997 : Un billet pour le danger (The Ticket) (TV)
- 1998 : The Hunted (TV)
- 1998 : Le Train de l'enfer (The Long Island Incident) (TV)

#### Années 2000
- 2000 : Picnic (TV)
- 2000 : Enslavement: The True Story of Fanny Kemble (TV)
- 2001 : The Day the World Ended (The Day the World Ended) (TV)
- 2002 : Alejo y Valentina (série TV)
- 2002 : Crossing the Line (TV)
- 2002 : Le Visiteur de Noël (A Christmas Visitor) (TV)
- 2003 : Profoundly Normal (TV)
- 2003 : Out of the Ashes (en) (TV)
- 2004 : Family Sins (TV)
- 2007 : Sybil (TV)
- 2008 : Sweet Nothing in My Ear (TV)